# Осямамбе (станция)
Станция Осямамбе (яп. 長万部駅 Осямамбе-эки) — железнодорожная станция в японском посёлке Осямамбе, обслуживаемая компанией JR Hokkaido. Поезда «Хокуто» останавливаются на этой станции. Эта станция является терминалом всех местных поездов. Станция также планируется стать станцией Хоккайдо Синкансэн, которую планируется открыть в 2031 году.

## История
Станция Осямамбе была открыта 3 ноября 1903 года. С приватизацией JNR она перешла под контроль JR Hokkaido.

## Линии
- JR Hokkaido
  - Хоккайдо-синкансэн (Планируется)
  - Главная линия Хакодате
  - Главная линия Муроран